# Billy Adams (Fußballspieler, 1902)
William Edward „Billy“ Adams (* 29. November 1902 in Smethwick; † 1953) war ein englischer Fußballspieler.

## Karriere
Adams soll 1924/25 zum Kader von West Bromwich Albion gezählt haben, im September 1925 kam er erstmals für den FC Walsall in der Football League Third Division North zum Einsatz. In den folgenden Monaten spielte Adams, der im Oktober 1925 von der Presse als „junger Läufer des Reserveteams Walsalls“ vorgestellt wurde, für die erste Mannschaft nicht nur auf allen drei Positionen in der Läuferreihe, sondern wirkte auch mehrfach als rechter Verteidiger. Sportlich waren die Leistungen des Teams durchwachsen, am Saisonende stand man auf dem vorletzten Tabellenplatz und musste sich zur Wiederwahl um den Ligaverbleib stellen, insbesondere in Auswärtsspielen erlebte Adams einige deutliche Niederlagen mit, unter anderem gegen Bradford Park Avenue (0:8), Halifax Town (0:5) und Hartlepools United (3:9). Auch in der Saison 1926/27 wurde er als Ergänzungsspieler variabel aufgeboten, neben Auftritten als Mittelläufer kam er auch als Mittelstürmer und zum Saisonende hin regelmäßig als linker Verteidiger zum Einsatz, dabei erzielte er am letzten Saisonspieltag beim 1:1 gegen Durham City per Strafstoß seinen einzigen Treffer in der Football League.
Zu Beginn der Saison 1927/28 bildete er mit Mannschaftskapitän Teddy Groves das Verteidigungspaar. Er verlor seinen Stammplatz bereits Anfang Oktober, im weiteren Saisonverlauf erhielten zumeist David Fairhurst und Adam Plunkett den Vorzug. In der Rugeley Times wurde Adams noch Anfang August 1928 als „Verteidiger mit Zukunft“ beschrieben. Nur wenige Tage später spielte er in einem klubinternen Testspiel auf Seiten des „B-Teams“, musste das Spielfeld wegen einer Knieverletzung zu Beginn der 2. Halbzeit aber verletzt verlassen. Anschließend trat er in der Football League nicht mehr in Erscheinung, in drei Spielzeiten hatte er insgesamt 45 Ligaspiele bestritten und war zwei Mal im FA Cup aufgeboten worden.
Im März 1928 hatte Adams Iris Williams geehelicht, die Tochter des früheren Nationalspielers Billy Williams.